# Marathon masculin aux championnats du monde d'athlétisme 2015
Pour un article plus général, voir Championnats du monde d'athlétisme 2015.
Navigation
Moscou 2013 Londres 2017
L'épreuve du marathon masculin des championnats du monde de 2015 s'est déroulée le 22 août 2015 dans la ville de Pékin, en Chine, avec une arrivée au stade national de Pékin. Elle est remportée par l'Érythréen Ghirmay Ghebreslassie.

## Records et performances

### Records
Les records du marathon hommes (mondial, des championnats et par continent) étaient avant les championnats 2015 les suivants.
| Record                    | Athlète               | Pays       | Temps           | Lieu    | Date              |
| ------------------------- | --------------------- | ---------- | --------------- | ------- | ----------------- |
| Record du monde           | Dennis Kimetto        | Kenya      | 2 h 02 min 57 s | Berlin  | 28 septembre 2014 |
| Record des championnats   | Abel Kirui            | Kenya      | 2 h 06 min 54 s | Berlin  | 22 août 2009      |
| Record d'Afrique          | Dennis Kimetto        | Kenya      | 2 h 02 min 57 s | Berlin  | 28 septembre 2014 |
| Record d'Asie             | Toshinari Takaoka     | Japon      | 2 h 06 min 16 s | Chicago | 13 octobre 2000   |
| Record d'Amérique du Nord | Khalid Khannouchi     | États-Unis | 2 h 05 min 38 s | Londres | 14 avril 2002     |
| Record d'Amérique du Sud  | Ronaldo da Costa      | Brésil     | 2 h 06 min 05 s | Berlin  | 20 septembre 1998 |
| Record d'Europe           | António Pinto         | Portugal   | 2 h 06 min 36 s | Londres | 16 avril 2000     |
| Record d'Europe           | Benoît Zwierzchiewski | France     | 2 h 06 min 36 s | Paris   | 6 avril 2003      |
| Record d'Océanie          | Robert de Castella    | Australie  | 2 h 07 min 51 s | Boston  | 21 avril 1986     |

### Meilleures performances de l'année 2015
Les dix coureurs les plus rapides de l'année sont, avant les championnats  (au 20 août 2015), les suivants.
|    | Athlète          | Pays     | Temps          | Lieu    | Date            |
| -- | ---------------- | -------- | -------------- | ------- | --------------- |
| 1  | Eliud Kipchoge   | Kenya    | 2 h 4 min 42 s | Londres | 26 avril 2015   |
| 2  | Wilson Kiprotich | Kenya    | 2 h 4 min 47 s | Londres | 26 avril 2015   |
| 3  | Lemi Berhanu     | Éthiopie | 2 h 5 min 28 s | Dubaï   | 23 janvier 2015 |
| 4  | Mark Korir       | Kenya    | 2 h 5 min 49 s | Paris   | 12 avril 2015   |
| 5  | Dennis Kimetto   | Kenya    | 2 h 5 min 50 s | Londres | 26 avril 2015   |
| 6  | Lelisa Desisa    | Éthiopie | 2 h 5 min 52 s | Dubaï   | 23 janvier 2015 |
| 7  | Endeshaw Negesse | Éthiopie | 2 h 6 min 00 s | Tokyo   | 22 février 2015 |
| 8  | Deribe Robi      | Éthiopie | 2 h 6 min 06 s | Dubaï   | 23 janvier 2015 |
| 9  | Wilson Erupe     | Kenya    | 2 h 6 min 11 s | Séoul   | 15 mars 2015    |
| 10 | Moses Mosop      | Kenya    | 2 h 6 min 19 s | Xiamen  | 3 janvier 2015  |

## Critères de qualification
Pour se qualifier pour les Championnats, il fallait avoir réalisé 2 h 18 min 00 s ou moins entre le 1er janvier 2014 et le 10 août 2015.
Les athlètes ayant terminé à l'une des dix premières places d'un marathon du Label d’Or IAAF 2014 ou 2015 sont également considérés comme ayant réalisé le minima de qualification. Il y a 70 inscrits initiaux (2 défections) dont les douze meilleurs en 2015 qui sont les suivants :
- Wilson Kiprotich (KEN)
- Lemi Berhanu (ETH)
- Mark Korir (KEN)
- Dennis Kimetto (KEN)
- Endeshaw Negesse (ETH)
- Stephen Kiprotich (UGA), champion en titre,
- Shumi Dechasa (BRN)
- Ghirmay Ghebreslassie (ERI)
- Amanuel Mesel (ERI)
- Javier Guerra (ESP)
- Aleksey Reunkov (RUS)

En 2014, l'Éthiopien Yemane Tsegay a couru un marathon en 2 h 6 min 5 à Daegu (record de 2 h 4 min 43 s en 2012). Le seul champion continental est l'Italien Daniele Meucci, les autres fédérations continentales n'ayant pas organisé de marathons lors de leurs championnats.
Les 68 participants se répartissent entre 39 nations, avec 3 athlètes par pays au maximum, sauf pour l'Ouganda qui en aligne quatre, dont le champion du monde sortant Stephen Kiprotich.

## Parcours
Le parcours commence à la porte Yongdingmen, traverse ou passe à proximité du Temple du ciel, la Cité interdite, la porte Qianmen. Il longe ensuite la rivière Kunyu, passe près de plusieurs sites sportifs, tels que le village de l'Universiade d'été de 2001 ou le parc forestier olympique, ainsi que d'universités, avant de se terminer au Nid d'oiseau, le stade national de Pékin.

## Faits marquants
- Parmi les principaux absents (marathons courus en 2014 ou 2015) : Masato Imai (JPN), Essa Ismail Rashed (QAT) 2 h 07 min 54 s, Mohamed Farah (GBR) 2 h 08 min 21 s, Serhiy Lebid (UKR) 2 h 08 min 32 s, Meb Keflezighi (USA) 2 h 08 min 37 s, Stephen Mokoka (RSA) 2 h 08 min 43 s, José Antonio Uribe (MEX) 2 h 08 min 55 s, Henryk Szost (POL) 2 h 08 min 55 s, Arne Gabius (GER) 2 h 09 min 32 s, Yared Shegumo (POL) 2 h 10 min 41 s, Raúl Pacheco (PER) 2 h 11 min 01 s à Rotterdam ou encore Abdellatif Meftah (FRA) 2 h 11 min 11 s.
- Guor Marial, le seul représentant du Soudan du Sud, ne prend pas le départ
- L'Érythréen Ghirmay Ghebreslassie, vainqueur de l'épreuve en 2 h 12 min 27 s, devient le premier champion du monde de son pays et le plus jeune au monde sur un marathon[4].
- L'Éthiopien Yemane Tsegay, quatrième du marathon aux championnats du monde d'athlétisme de 2009, huitième du marathon aux championnats du monde d'athlétisme de 2013, termine cette fois-ci sur le podium à la deuxième place en 2 h 13 min 7 s. Il signe également sa meilleure performance personnelle de la saison.
- L'Ougandais Stephen Kiprotich, champion en titre, termine sixième en 2 h 14 min 42 s
- L'Éthiopien Lelisa Desisa, deuxième du marathon aux championnats du monde d'athlétisme de 2013, termine septième en 2 h 14 min 53 s
- Le Suisse Tadesse Abraham participe à son premier championnat du monde et termine 19e en 2 h 19 min 25 s
- Le Kényan Mark Korir, vainqueur du Marathon de Paris 2015, termine à une décevante 22e place en 2 h 21 min 20 s
- Les Kényans Wilson Kiprotich et Dennis Kimetto, respectivement ancien et actuel détenteur du record du monde sur marathon, ne terminent pas l'épreuve

## Récit de la course
Au 5e kilomètre, le Bahreïnien Shumi Dechasa passe en tête en 16 min 6 s.
Après 18 minutes de course, le Mongol Ser-Od Bat-Ochir se détache du groupe, puis est rattrapé. Au 10e kilomètre, Dechasa reprend la tête devant 3 Éthiopiens et le Mongol en 31 min 51 s. Après 35 minutes de course, se détachent les deux Italiens Ruggero Pertile et Daniele Meucci. Dechasa reprend la tête au 15e kilomètre devant l'Éthiopien Yemane Tsegay en 47 min 48 s. Puis à 1 h 2 min, Meucci reprend le large devant Pertile et un groupe composé pour l'essentiel de marathoniens de la Corne de l'Afrique. À mi-parcours ce groupe, avec Pertile et Meucci devant, passe en 1 h 6 min. Les deux Italiens se détachent et prennent 7 s d'avance sur le groupe. Ils sont en tête au 25e kilomètre. Meucci recule mais Pertile reprend la tête devant le Mosotho Tsepo Ramonene, dossard 724 (Mathibelle), qui prend le large à 1 h 35 et reste en tête au 35e kilomètre. Peu après il est doublé par l'Érythréen Ghebreslassie. Ce dernier est rattrapé par Tsegay à 1 h 58 min, mais se fait reprendre. Ghebreslassie tient bon jusqu'à la ligne d'arrivée. Tsegay commence alors à se retourner pour assurer la deuxième place, devant l'Ougandais Munyo Mutai.

## Médaillés
| Or                          | Argent              | Bronze            |
| Ghirmay Ghebreslassie (ERI) | Yemane Tsegay (ETH) | Munyo Mutai (UGA) |

## Résultats
| Rang               | Athlète                     | Nationalité    | Temps           | Notes |
| ------------------ | --------------------------- | -------------- | --------------- | ----- |
| Médaille d'or      | Ghirmay Ghebreslassie       | Érythrée       | 2 h 12 min 27 s |       |
| Médaille d'argent  | Yemane Tsegay               | Éthiopie       | 2 h 13 min 07 s | SB    |
| Médaille de bronze | Solomon Mutai               | Ouganda        | 2 h 13 min 29 s |       |
| 4                  | Ruggero Pertile             | Italie         | 2 h 14 min 22 s | SB    |
| 5                  | Shumi Dechasa               | Bahreïn        | 2 h 14 min 35 s |       |
| 6                  | Stephen Kiprotich           | Ouganda        | 2 h 14 min 42 s |       |
| 7                  | Lelisa Desisa               | Éthiopie       | 2 h 14 min 53 s |       |
| 8                  | Daniele Meucci              | Italie         | 2 h 14 min 53 s |       |
| 9                  | Amanuel Mesel               | Érythrée       | 2 h 15 min 06 s |       |
| 10                 | Jackson Kiprop              | Ouganda        | 2 h 15 min 15 s |       |
| 11                 | Pak Chol                    | Corée du Nord  | 2 h 15 min 44 s | SB    |
| 12                 | Alphonce Simbu              | Tanzanie       | 2 h 16 min 58 s |       |
| 13                 | Javier Guerra               | Espagne        | 2 h 17 min 00 s |       |
| 14                 | Tsepo Mathibelle            | Lesotho        | 2 h 17 min 17 s | SB    |
| 15                 | Lemi Berhanu                | Éthiopie       | 2 h 17 min 37 s |       |
| 16                 | Abdelhadi El Hachimi        | Belgique       | 2 h 17 min 41 s |       |
| 17                 | Aleksey Reunkov             | Russie         | 2 h 18 min 12 s |       |
| 18                 | Solonei da Silva            | Brésil         | 2 h 19 min 20 s |       |
| 19                 | Tadesse Abraham             | Suisse         | 2 h 19 min 25 s |       |
| 20                 | Roman Fosti                 | Estonie        | 2 h 20 min 35 s |       |
| 21                 | Masakazu Fujiwara           | Japon          | 2 h 21 min 06 s | SB    |
| 22                 | Mark Korir                  | Kenya          | 2 h 21 min 20 s |       |
| 23                 | Cuthbert Nyasango           | Zimbabwe       | 2 h 22 min 15 s | SB    |
| 24                 | Xu Wang                     | Chine          | 2 h 23 min 08 s |       |
| 25                 | Ian Burrell                 | États-Unis     | 2 h 23 min 17 s | SB    |
| 26                 | Pierre-Célestin Nihorimbere | Burundi        | 2 h 23 min 29 s |       |
| 27                 | Ezekiel Jafary              | Tanzanie       | 2 h 23 min 43 s | SB    |
| 28                 | Scott Smith                 | États-Unis     | 2 h 23 min 53 s | SB    |
| 29                 | Anuradha Cooray             | Sri Lanka      | 2 h 25 min 04 s |       |
| 30                 | Cephas Pasipamiri           | Zimbabwe       | 2 h 25 min 05 s | SB    |
| 31                 | Roman Prodius               | Moldavie       | 2 h 26 min 46 s |       |
| 32                 | Edwin Kipchirchir Kemboi    | Autriche       | 2 h 28 min 06 s |       |
| 33                 | Ho Chin-ping                | Taipei chinois | 2 h 28 min 14 s |       |
| 34                 | Guan Siyang                 | Chine          | 2 h 30 min 17 s |       |
| 35                 | Henri Manninen              | Finlande       | 2 h 30 min 22 s | SB    |
| 36                 | David Nilsson               | Suède          | 2 h 31 min 24 s |       |
| 37                 | Gilbert Mutandiro           | Zimbabwe       | 2 h 31 min 35 s |       |
| 38                 | Bat-Ochiryn Ser-Od          | Mongolie       | 2 h 32 min 09 s |       |
| 39                 | Noh Si-hwan                 | Corée du Sud   | 2 h 32 min 35 s |       |
| 40                 | Kazuhiro Maeda              | Japon          | 2 h 32 min 49 s |       |
| 41                 | Desmond Mokgobu             | Afrique du Sud | 2 h 34 min 11 s |       |
| 42                 | Fabiano Joseph Naasi        | Tanzanie       | 2 h 35 min 27 s | SB    |
|                    | Wissem Hosni                | Tunisie        | DNF             |       |
|                    | Bekir Karayel               | Turquie        | DNF             |       |
|                    | Abraham Kiplimo             | Ouganda        | DNF             |       |
|                    | Edmilson Santana            | Brésil         | DNF             |       |
|                    | Ivan Babaryka               | Ukraine        | DNF             |       |
|                    | Oleksandr Babarynka         | Ukraine        | DNF             |       |
|                    | Jeffrey Eggleston           | États-Unis     | DNF             |       |
|                    | Sibusiso Nzima              | Afrique du Sud | DNF             |       |
|                    | Gilberto Lopes              | Brésil         | DNF             |       |
|                    | Muhan Hasi                  | Chine          | DNF             |       |
|                    | Richer Pérez                | Cuba           | DNF             |       |
|                    | Beraki Beyene               | Érythrée       | DNF             |       |
|                    | Carles Castillejo           | Espagne        | DNF             |       |
|                    | Mihail Krassilov            | Kazakhstan     | DNF             |       |
|                    | Yu Seung-yeop               | Corée du Sud   | DNF             |       |
|                    | Dennis Kipruto Kimetto      | Kenya          | DNF             |       |
|                    | Wilson Kipsang Kiprotich    | Kenya          | DNF             |       |
|                    | Mohammad Jafar Moradi       | Iran           | DNF             |       |
|                    | Aadam Ismaeel Khamis        | Bahreïn        | DNF             |       |
|                    | Hasan Mahboob               | Bahreïn        | DNF             |       |
|                    | Adil Annani                 | Maroc          | DNF             |       |
|                    | Rachid Kisri                | Maroc          | DNF             |       |
|                    | Abel Villanueva             | Pérou          | DNF             |       |
|                    | Marius Ionescu              | Roumanie       | DNF             |       |
|                    | Thabiso Benedict Moeng      | Afrique du Sud | DNF             |       |
|                    | Guor Marial                 | Soudan du Sud  | DNS             |       |

### Temps intermédiaires
Les temps intermédiaires sont pris tous les 5 kilomètres.
| Distance | Athlète               | Pays     | Temps           |
| -------- | --------------------- | -------- | --------------- |
| 5 km     | Shumi Dechasa         | Bahreïn  | 16 min 06 s     |
| 10 km    | Shumi Dechasa         | Bahreïn  | 31 min 51 s     |
| 15 km    | Shumi Dechasa         | Bahreïn  | 47 min 48 s     |
| 20 km    | Daniele Meucci        | Italie   | 1 h 03 min 23 s |
| 25 km    | Daniele Meucci        | Italie   | 1 h 19 min 16 s |
| 30 km    | Tsepo Mathibelle      | Lesotho  | 1 h 35 min 02 s |
| 35 km    | Tsepo Mathibelle      | Lesotho  | 1 h 50 min 38 s |
| 40 km    | Ghirmay Ghebreslassie | Érythrée | 2 h 05 min 41 s |

## Légende
Records et Performances
- AR : Record continental (area record)
- CR : Record des championnats (championship record)
- MR : Record du meeting (meet record)
- NR : Record national (national record)
- OR : Record olympique (olympic record)
- PR : Record paralympique (paralympic record)
- PB : Record personnel (personal best)
- SB : Meilleure performance personnelle de la saison (season's best)
- WL : Meilleure performance mondiale de l'année (world leader)
- WJR : Record du monde junior (world junior record)
- WR : Record du monde (world record)

Circonstances et Conditions
- DNF : N'a pas terminé (did not finish)
- DNS : N'a pas pris le départ (did not start)
- DQ : Disqualification (disqualification)
- NM : Aucun essai valable enregistré (No Mark)
- Q : Qualifié « directement » au prochain tour (ou à la prochaine compétition), lors d'une compétition majeure, grâce au classement ou à la réalisation des minima (automatic qualifier)
- q : Qualifié au prochain tour (ou à la prochaine compétition), lors d'une compétition majeure, grâce au repêchage ou à la réalisation de l'une des meilleures performances parmi celles des « non qualifiés directement » (grâce au meilleur temps ou à la meilleure distance par exemple) (secondary qualifier)